# الانتخابات النيابية البحرينية 1973
انتخابات المجلس الوطني البحريني 1973 أجريت الانتخابات في يوم الجمعة 7 ديسمبر 1973. من بين 24883 ناخب مسجل فقد شارك 19509 وهو ما يشكل 78.4٪.

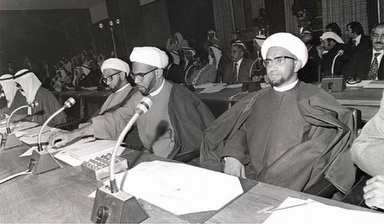
الكتلة الدينية في المجلس الوطني من اليمين إلى اليسار: عبد الأمير الجمري وعباس الريس وعيسى قاسم.

تميزت كتلتين في المجلس الوطني وهما الكتلة الشعبية وتتألف من ثمانية أعضاء من الشيعة والسنة تم انتخابهم في المناطق الحضرية وينتمون إلى التيارات اليسارية والقومية بما في ذلك الجبهة الشعبية لتحرير البحرين وجبهة التحرير الوطني - البحرين والحركة البعثية أما الأخرى فهي الكتلة الدينية الشيعية وتتكون من ستة أعضاء من الشيعة ومعظمهم من الدوائر الريفية. أما باقي أعضاء فإنهم مستقلين بخلفيات متعددة.

## النظام الانتخابي
جرت الانتخابات في ظل دستور 1973. حيث أنه يتكون المجلس الوطني من 44 مقعد منهم 30 عضو بالانتخاب مع اقتصاره على المواطنين الذكور و14 وزير بحكم منصبهم.

## نتيجة الانتخابات
الأعضاء الفائزين بعضوية المجلس الوطني 1973:
| الدائرة الانتخابية | اسم العضو                       | الكتلة          | الأصوات |
| ------------------ | ------------------------------- | --------------- | ------- |
| الأولى             | رسول الجشي                      |                 | 759     |
| الأولى             | خالد إبراهيم الذوادي            |                 | 691     |
| الثانية            | الدكتور عبدالهادي خلف           |                 | 711     |
| الثانية            | حسن جواد الجشي                  |                 | 582     |
| الثالثة            | محمد سلمان أحمد حمد             |                 | 288     |
| الرابعة            | محمد عبدالله هرمس               |                 | 304     |
| الرابعة            | محسن حميد المرهون               | الشعبية         | 221     |
| الخامسة            | علي صالح الصالح                 |                 | 468     |
| السادسة            | حمد عبدالله أبل                 |                 | 311     |
| السابعة            | علي إبراهيم عبد العال           |                 | 207     |
| الثامنة            | عبدالله علي المعاودة            |                 | 580     |
| الثامنة            | جاسم محمد مراد                  |                 | 596     |
| التاسعة            | علي قاسم ربيعه                  | الشعبية         | 573     |
| التاسعة            | محمد جابر الصباح                | الشعبية         | 341     |
| العاشرة            | عيسى حسن الذوادي                |                 | 557     |
| العاشرة            | إبراهيم محمد حسن فخرو           |                 | 488     |
| الحادية عشر        | خليفة بن أحمد آل بن علي         |                 | 388     |
| الثانية عشر        | عبدالله منصور عيسى              |                 | 650     |
| الثالثة عشر        | مصطفى محمد القصاب               | الدينية الشيعية | 665     |
| الثالثة عشر        | السيد علوي مكي الشرخات          |                 | 633     |
| الرابعة عشر        | الشيخ عبدالله محمد المدني       | الدينية الشيعية | 771     |
| الخامسة عشر        | الشسخ عيسى أحمد قاسم            | الدينية الشيعية | 1079    |
| الخامسة عشر        | الشيخ عبدالأمير منصور الجمري    | الدينية الشيعية | 817     |
| السادسة عشر        | عباس محمد علي                   | الدينية الشيعية | 324     |
| السابعة عشر        | يوسف سلمان كمال                 |                 | 359     |
| الثامنة عشر        | عبدالعزيز منصور العالي          |                 | 631     |
| التاسعة عشر        | حسن علي المتوج                  | الدينية الشيعية | 585     |
| التاسعة عشر        | سلمان الشيخ محمد                | الدينية الشيعية | 495     |
| العشرين            | الشيخ إبراهيم بن سلمان آل خليفة |                 | 572     |
| العشرين            | خليفة أحمد الظهراني             |                 | 250     |

## فيما بعد
في عام 1975 تم حل المجلس الوطني من قبل الحاكم عيسى بن سلمان آل خليفة لأنه رفض تمرير قانون أمن الدولة لعام 1974. رفض عيسى في وقت لاحق السماح للمجلس الوطني الاجتماع مرة أخرى أو إجراء انتخابات خلال حياته. أجريت الانتخابات البرلمانية المقبلة في عام 2002 بعد توقف دام 27 عاما. خلال تلك الفترة حكم البلاد بموجب قوانين الطواريء.